# Aufeminin
 (octobre 2024).
aufeminin est un groupe de média mondial fondé en 1999, qui est détenu en 2019 par le groupe TF1 et revendu ensuite au groupe de marketing digital Reworld Media.

## Historique
Anne-Sophie Pastel, Marc-Antoine Dubanton et Cyril Vermeulen créent en 1999 le site aufeminin.com. En juillet 2000, la société est cotée en bourse, et lance Smart AdServer, un logiciel indépendant d'adserving. En 2006, aufeminin achète le premier site culinaire français Marmiton.      
Le 26 juin 2007, la fondatrice et ses deux associés vendent l'entreprise à Axel Springer, un des premiers groupes de médias en Europe, ayant son siège en Allemagne. En 2008, aufeminin.com fait l'acquisition d'Onmeda, premier site de santé en Allemagne,.     
Depuis le 1er juin 2010, Marie-Laure Sauty de Chalon dirige le groupe aufeminin en tant que PDG, succédant à Bertrand Stephann. En 2011, le groupe renforce sa position en tant que média féminin en achetant Netmums, le premier site parental au Royaume-Uni, puis EtoileCasting, en 2012,  et My Little Paris, en 2013 acquis à 60%.     
En 2014, aufeminin a retiré le « .com » de sa dénomination sociale et de son logo présent sur le web, mais également sur les autres supports (mobile, tablette, vidéo, réseaux sociaux, papier) ainsi que dans les secteurs du brand publishing, du commerce électronique et de l'événementiel (concours, salons, formations)[réf. nécessaire]. 
En février 2015, le groupe renforce son internationalisation, en annonçant l’acquisition de la société Livingly Media[source insuffisante], l’un des 25 premiers éditeurs  de contenu numérique sur les modes de vie aux États-Unis, comprenant les sites Zimbio, StyleBistro et Lonny.   
En 2015 aufeminin cède sa filiale Smart AdServer au fonds de capital-investissement Cathay Capital pour 37 millions €.
En décembre 2017, TF1 annonce son entrée en négociation avec le Groupe Axel Springer pour acquérir ses parts de 78,43 % dans le groupe Aufeminin. 
Le 18 octobre 2018 TF1 annonce une offre publique de retrait suivie d'un retrait des actions de la société.   

## Groupe Unify
En 2019, Aufeminin fait partie du groupe Unify, qui rassemble les activités digitales du groupe TF1, sous la direction d'Olivier Abecassis.
UNIFY regroupe l’ensemble des sociétés autour de 3 activités :
- Publications : aufeminin (et ses déclinaisons internationales: alfemminile, enfeminino, gofeminin, sofeminine), Marmiton, Livingly Media, My Little Paris, Merci Alfred, Doctissimo, OnMeda, Les Numériques, CNET, ZDNET, GameKult, Parole de Mamans, Beauté Test, Netmums
- Services aux marques et entreprises : Gamned, Ykone, Studio71, Vertical Station, Magnetism, TF1 Digital Factory

- E-commerce : My Little Paris, Gambettes Box, Beautiful Box by aufeminin, Gretel, Madeline, Joyce, IASO[17].